# 特派大使
特派大使（とくはたいし）とは、一国を代表して、外国における重要な儀式への参列その他臨時の重要な任務を処理するため臨時に外国に派遣される高位の外交官。

## 日本の特派大使
日本の特派大使は、日本国政府を代表して、外国における重要な儀式への参列その他臨時の重要な任務を処理するため、外国に派遣される者をいい、特別職の国家公務員かつ外務公務員である。具体例としては、大統領就任式典や外国要人の葬儀への出席などがある。1956年の外務公務員法改正により、同年3月17日に設置された。
特派大使の任免は外務大臣の申出により、内閣が行う（外務公務員法第8条第2項）。外国における重要な儀式への参列に際し特派大使に携行させる信任状は天皇が認証する（外務公務員法第9条）。
国会議員から任命することもできる。1958年4月17日までは国会議員から任命する場合においては、両議院一致の議決を得なければならないと規定されていた。